# Győzelem palotája
A Győzelem palotája (oroszul: Триумф-Палас, Triumf-Palasz, angolul: Triumph Palace) felhőkarcoló Moszkvában, az orosz főváros és egyben Kelet-Európa legmagasabb lakóépülete. Az 1950-es években épült, sztálinista stílusú moszkvai Hét nővér felhőkarcolók mintájára építették, ezért gyakran emlegetik a „Nyolcadik nővér” néven is. Az épületet 2001-ben kezdték el építeni, a teljes magasságát 2003. december 20-án érte el, de a munkálatokat csak 2005-ben fejezték be.
A Győzelem palotája 57 emeletes, és közel 1000 luxusapartmant tartalmaz, teljes magassága 264,1 méter, amellyel 2007-ig, a 268 méteres Naberezsnoj-torony C blokkjának átadásáig Oroszország és egyben egész Európa legmagasabb felhőkarcolója volt.
Az épületet részletesen bemutatja a brit Channel 4 televíziós csatorna 2009-es Vertical City című sorozata (1. évad, 8. epizód). Az apartmanokon túl étterem és fitneszközpont is található benne.

## Fordítás
- Ez a szócikk részben vagy egészben  a   Triumph Palace című angol Wikipédia-szócikk ezen változatának fordításán alapul.  Az eredeti cikk szerkesztőit annak laptörténete sorolja fel. Ez a jelzés csupán a megfogalmazás eredetét és a szerzői jogokat jelzi, nem szolgál a cikkben szereplő információk forrásmegjelöléseként.